# Tanasi Nastu
Tanasi (Atanas) Nastu (scris uneori și ca Thanasi Nastu, n. 24 iulie 1879, Plasë⁠(d), regiunea Korçë, Albania – d. 1926, România) a fost un armatol aromân din regiunea Corcea, activist al propagandei naționaliste românești printre vlahii balcanici⁠(bg)[traduceți]. Date controversate, în prezent, indică faptul că acesta ar fi fost membru și al unei formațiuni paramilitare a Organizației Revoluționare Interne Macedonene⁠(en)[traduceți].

## Primii ani

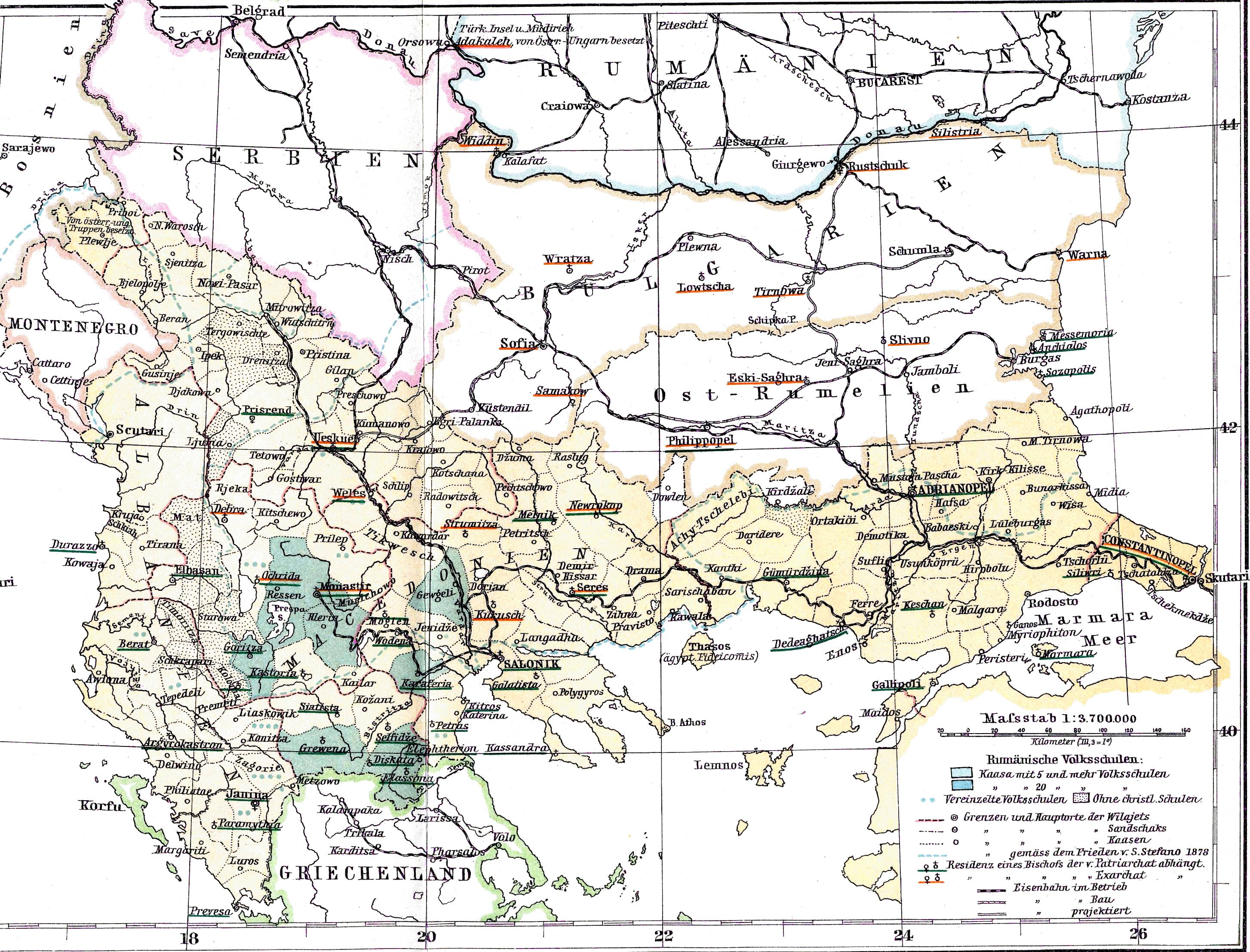
Școli românești pentru aromâni și pentru meglenoromâni, în porțiunea europeană a Imperiului Otoman.

S-a născut pe 24 iulie în anul 1879 în Pleasa⁠(en)[traduceți], astăzi aflată în regiunea Korçë (Corcea) din Albania(și pe atunci în Imperiul Otoman) fiind unul dintre cei trei copii ai lui Kendra (Chendra) Nastu, cunoscut drept „Kendra Dascălul” și ai lui Vasila, soră a celnicului Kita (Chita) Colimitra. Ceilalți doi copii au fost sora Hristula, măritată cu Thanasi Trandu și un frate pe nume Busha.
Tatăl său a studiat în Tesalia și apoi a absolvit gimnaziul românesc din orașul Corcea, după care a predat limba română în satul natal și în Corcea. Tanasi Nastu, după ce mai întâi a învățat la școala românească din satul natal, a mers mai departe să studieze la Corcea și la Berat, și în cele din urmă la liceul român din Bitola, unde a intrat în contact cu activitatea revoluționarilor bulgari și aromâni.

## Activitatea din Macedonia
Atanas (Tanasi) Nastu a condus una dintre cele două cete de armatoli din zona Pleasa–Corcea. A lucrat ca funcționar administrativ otoman timp de câțiva ani, pentru ca în perioada 1904-1905 să emigreze în Statele Unite ale Americii. În 1905 a revenit în orașul său natal, unde a devenit membru al organizației aromâne naționaliste antigrecești⁠(bg)[traduceți].

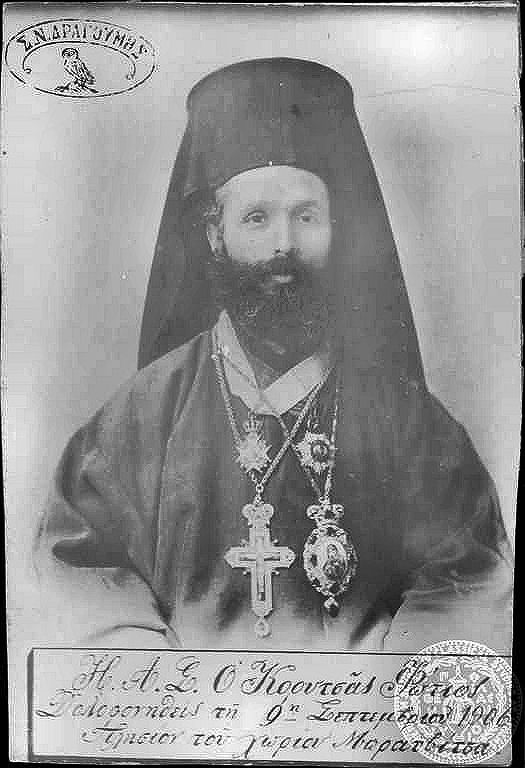
Moartea lui Fotios (Kalapidis) de Korița (Corcea) i s-ar atribui în mod eronat, lui Tanasi Nastu.

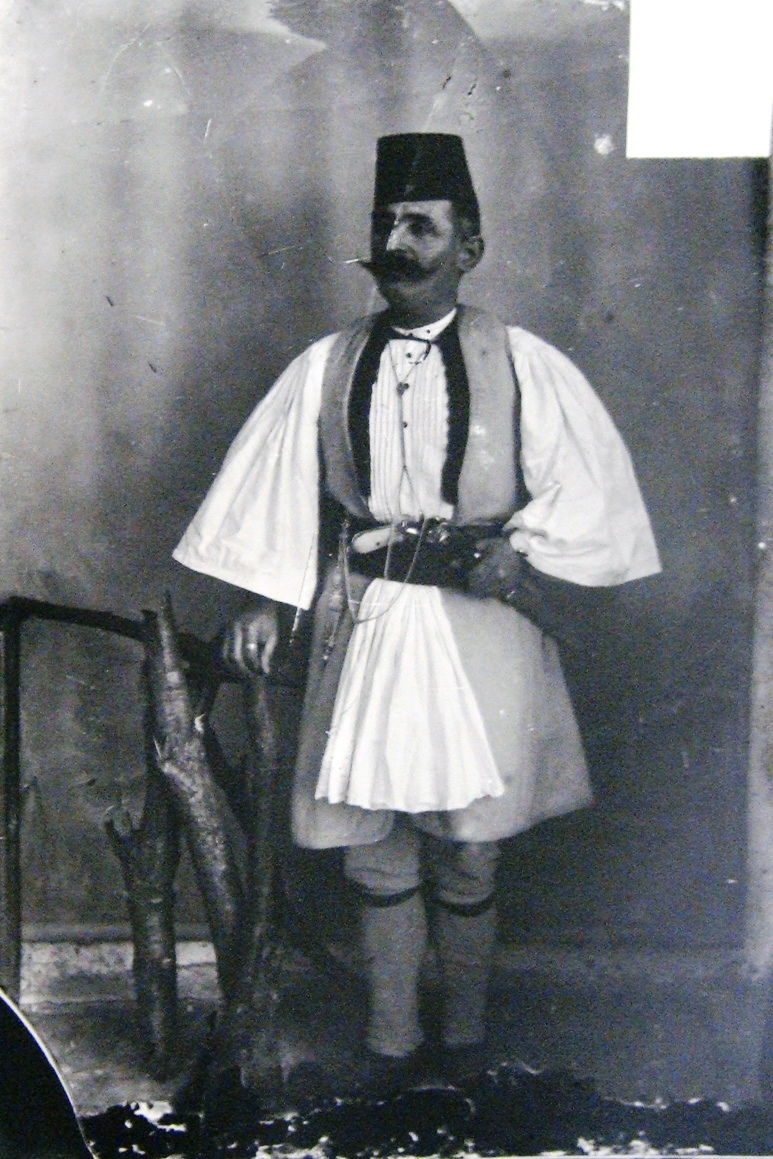
Apostoli (Apostoll) Nastu (zis și Cușcona), aici în 1908.

Există versiunea conform căreia Tanasi Nastu l-ar fi ucis pe mitropolitul grec de Corcea, Fotios Kalpidis⁠(en)[traduceți] (astfel cum afirmă istoricul bulgar Hristo Anastasov⁠(bg)[traduceți]), împreună cu Apostol Kocikona (Apostoll Cușcona), drept răzbunare pentru caterisirea lui Haralambie Balamace, după care ar fi fugit împreună cu acesta prin Pogradeț și Ohrida, la Bitola.
Conform lui Alexandru Gica, faptul că Tanasi Nastu l-ar fi ucis pe eposcopul Fotios (la 22 septembrie 1906) este doar o legendă, care, are la bază o confuzie de identitate între Tanasi Nastu și Apostoli (Apostoll) Nastu (zis și Cușcona), membru al bandei fraților Topulli. Condus de Bajo Topulli⁠(en)[traduceți] – fondator al Comitetului Albanez Pentru Libertatea Albaniei din Bitola și de Çerçiz Topulli⁠(en)[traduceți], grupul respectiv este responsabil de asasinarea lui Fotios, unele dintre versiuni creditându-l în acest context, în mod direct pe Apostoli.

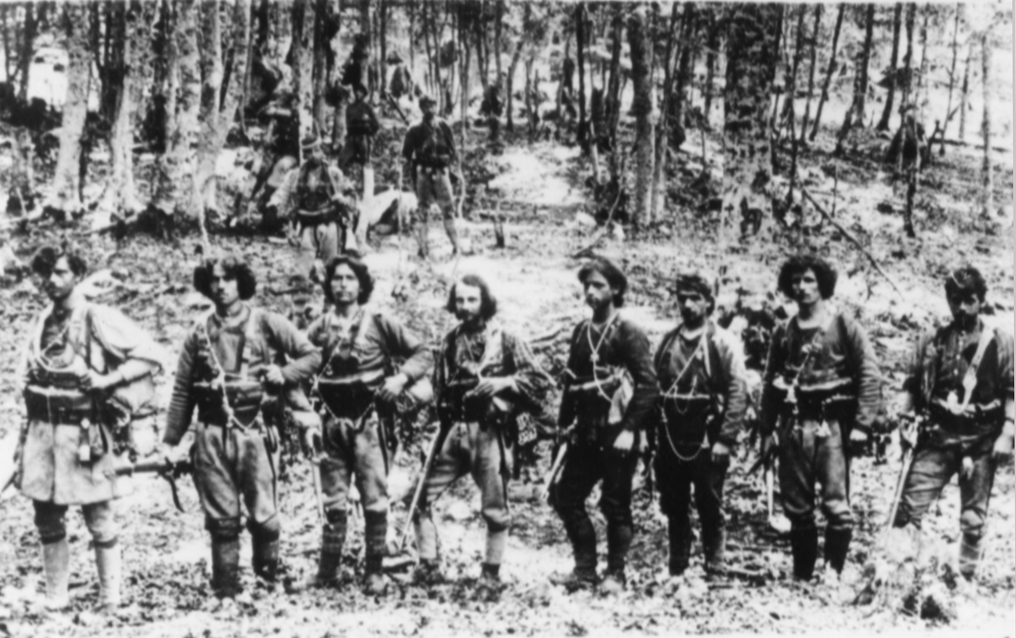
Grupare paramilitară aromâno-bulgară a Organizației Revoluționare Interne Macedonene, în sudul Macedoniei în 1906.

La Bitola, tot conform lui Anastasov, cei doi (Tanasi Nastu și Cușcona) s-au alăturat Organizației Revoluționare Interne Macedonene (ORIM)⁠(en)[traduceți] și au format un detașament bulgaro-aromân, care, a acționat în zona Pleasa⁠(en)[traduceți], Dișnița⁠(sq)[traduceți], Drenova⁠(sq)[traduceți], Boboștița, Pogradeț, Bilisht și la nord până la Ohrida și s-a confruntat cu autoritățile turcești și cu detașamentele paramilitare grecești. După izbucnirea Revoluției Junilor Turci, în iulie 1908 Nastu a revenit cu detașamentul său în Corcea.
Cu toate acestea însă, o cercetare realizată de istoricul Nikola Minov și publicată la Skopje în anul 2018, nu a găsit evidențe care să confirme că gruparea condusă de Tanasi Nastu și Apostoli Nastu (Cușcona) ar fi acționat în calitate de membru al ORIM. Nu au fost găsite, de asemenea, nici date care să indice că gruparea ar fi fost finanțată din fonduri românești.
În timpul violențelor din Epirul de Nord⁠(en)[traduceți] din 1914, forțele autonomiste grecești au atacat Corcea, inclusiv după semnarea Protoculului de la Corfu⁠(en)[traduceți], ceea ce a condus la o criză umanitară de proporții. Aflat în cadrul unui deteașament aromân de autoapărare din Corcea de 120 de oameni, Tanasi Nastu a condus un grup al acestuia, care, după ce a contribuit la retragerea din Corcea a unui convoi format din oficialități, ofițeri olandezi și refugiați, a rămas sub comanda căpitanului Gillardi să apere Vlora.

## Activitatea din România
După divizarea finală a Macedoniei, Tanas Nastu a ajuns în România alături de alți armatoli aromâni, în contextul în care, după război, situația lor economică nu ar mai fi fost aceeași în locurile de baștină și suplimentar, aceștia urmau să încaseze, de la statul român, sume destinate să recompenseze activitatea de promovare a cauzei românești în zona balcanică pe care, o duseseră.
Fratele său, ajuns la Saint Louis (în SUA), a rămas în contact cu Organizația Patriotică Macedoneană⁠(en)[traduceți].
A participat la viața politică a Regatului României și a fost numit comandant al poliției din orașul Huși. A decedat în România, în 1926 (în 1927, conform lui Hristo Anastasov).